# Tào Phi Điện
Tào Phi Điện (tiếng Trung: 曹妃甸区; bính âm: Cáofēidiān Qū), trước đây là huyện Đường Hải (唐海) là một khu (quận) của địa cấp thị Đường Sơn, tỉnh Hà Bắc, Trung Quốc. Khác với nhiều khu khác tại Trung Quốc, khu chỉ có ba trấn, còn lại được chia thành các nông trường.

### Trấn
- Đường Hải (唐海镇)
- Tân Hải (滨海镇)
- Liễu Tán (柳赞镇)

### Nông trường
| - Đệ Nhất (第一农场) - Đệ Tam (第三农场) - Đệ Tứ (第四农场) - Đệ Ngũ (第五农场) - Đệ Lục (第六农场) - Đệ Thất (第七农场) | - Đệ Bát (第八农场) - Đệ Ngũ (第九农场) - Đệ Thập (第十农场) - Đệ Thập Nhất (第十一农场) - Bát Lý Than Dưỡng (八里滩养殖场) - Thập Lý Hải Dưỡng(十里海养殖场) |